# 3 Park Avenue
Le 3 Park Avenue est un gratte-ciel de 169 mètres de hauteur construit à New York aux États-Unis en 1975.
L'immeuble a été conçu par l'agence d'architecte Shreve, Lamb and Harmon, l'agence qui a conçu l'Empire State Building. C'est le dernier bâtiment  conçu par cette agence.
Le siège social du JCDecaux North America est situé dans le 33e étage.

## Dans la culture populaire
Dans le film Avengers (2012), le 3 Park Avenue est gravement endommagé après qu'un Leviathan l'ait touché en poursuivant Iron man.